# Ferdinand Feldigl
Ferdinand Feldigl (* 5. April 1861 in Landsberg am Lech; † 9. April 1928 in Fürstenfeldbruck) war ein deutscher Schriftsteller und Musiker. Er entdeckte verschollene Handschriften zu den Oberammergauer Passionsspielen wieder. Nach Ferdinand Feldigl sind Straßen in Oberammergau und Fürstenfeldbruck sowie eine Grundschule in der Jachenau benannt.

## Leben
Ferdinand Feldigl war ein Sohn des Landsberger Stadtschreibers Johann Georg Feldigl und ein Enkel des Chirurgen Georg Feldigl. Seine Mutter Magdalena, geb. Miller, war eine Schwester Ferdinand Millers, nach dem Ferdinand Feldigl wohl benannt wurde. Sie starb, als der Sohn zehn Jahre alt war. Ferdinand Feldigl wurde in Landsberg und Freising zum Lehrer ausgebildet und hatte seine ersten Stellen in Reischach bei Altötting und in Bad Aibling. 1883 wurde er fest angestellt und wurde Lehrer in der Jachenau. Dort heiratete er Maria Oswald. Aus der Ehe gingen fünf Kinder hervor, von denen drei noch in der Jachenau geboren wurden, ehe Feldigl nach Oberammergau versetzt wurde. Ein Enkel war der Dirigent und Chorleiter Hans Feldigl.
In der Jachenau war Feldigl in der Zeit von 1882 bis 1891 Lehrer, anschließend bis 1902 in Oberammergau, danach in Fürstenfeldbruck. Im Alter von 59 Jahren ließ er sich wegen Dienstunfähigkeit in den Ruhestand versetzen. Er starb einige Jahre später im Schwalber-Haus in Fürstenfeldbruck an Magenkrebs und wurde auf dem Brucker Friedhof, dem heutigen alten Friedhof Fürstenfeldbruck, bestattet. Das Grab ist erhalten geblieben.

## Literarische Tätigkeit
Feldigl fühlte sich zum Dichter und Komponisten berufen und pflegte seine Eingebungen sofort niederzuschreiben, auch wenn sie ihm während des Schulunterrichts in den Sinn kamen. Dies führte häufiger zu Anzeigen bei der Schulbehörde, auf die er in seinem Roman Ikarus anspielte. Außer diesem Roman schrieb er noch Ein deutscher Meister. Erzgießer Ferdinand von Miller sowie Der Weg übers Moor, Geschichten für den stillen Herd und Maria Magdalena. Außerdem verfasste er die Texte zu den Ziehbildern Lothar Meggendorfers unter dem Titel Prinz Liliput und zu Meggendorfers Bilderbuch Neues Einmaleins und veröffentlichte in zahlreichen Zeitschriften, Vereinschroniken etc. Texte. Ferner arbeitete er auch als Herausgeber. So gab er die vierbändige Sammlung Fromm' und fröhlich mit Kinder- und Volksreimen, Volkssprüchen und Volksspielen heraus.
Nicht veröffentlicht wurden Arm und reich, Der Kastellan vom Herzogstand, die Pädagogischen Bekenntnisse und eine unvollendete Biographie des Komponisten der Oberammergauer Passionsmusik Rochus Dedler.
Feldigls Kompositionen sind bis auf das Lied von der Jachenau weitgehend vergessen. Die umfangreichste Komposition war Die frommen Schwestern von St. Marie, 1912 vom Brucker Männergesangverein uraufgeführt.

## Feldigl und die Oberammergauer Festspiele
Bei den Oberammergauer Festspielen im Jahr 1900 übernahm Feldigl die musikalische Leitung und dirigierte die Passionsmusik in allen Aufführungen. Außerdem verfasste er mehrere Fremdenführer zu dem Ort, den ersten bereits 1900, weitere in den Jahren 1910 und 1922. Zu einem Bilderwerk Vinzenz Marschalls über die Festspiele schrieb er das Geleitwort.
Auf dem Krankenbett entdeckte Feldigl im Jahr 1920 den verschollen geglaubten Passionstext aus dem Jahr 1811 wieder. Dieser Text von Othmar Weis war in die Brucker Pfarrbücherei geraten. Feldigl rekonstruierte den Weg der Handschrift aus dem Nachlass Weis’ in die Bücherei und entdeckte dabei eine weitere Originalhandschrift Weis’ aus dem Jahr 1815. Seine Entdeckungen veröffentlichte er in dem Werk Oberammergauer Bilder und Gestalten. Eine vollständige Geschichte der Passionstexte kam unter dem Titel Denkmäler der Oberammergauer Passionsliteratur heraus.

## Feldigl in Fürstenfeldbruck
In Fürstenfeldbruck gründete Feldigl einen Literaturkreis und leitete den Männergesangverein. Er schrieb mehrere Theaterstücke – Rauhnacht, Bildstöckl, Der Wildauf, Die Steinlechner-Drillinge etc. –, die vom Gesellenverein und dem Literaturkreis auf die Bühne gebracht wurden. Genutzt wurde dafür der Jungbräu-Keller.
Der Markt bat Feldigl außerdem, eine Chronik des Ersten Weltkrieges anzulegen. Die zehn Mappen, die er zusammenstellte, befinden sich heute im Stadtarchiv Fürstenfeldbruck.